# Stephan Michael Schröder
Stephan Michael Schröder (* 1962 in Swakopmund, Südwestafrika) ist ein deutscher Skandinavist.

## Leben
Von 1981 bis 1988 studierte er Skandinavistik, politische Wissenschaft und Neuere Geschichte an der Christian-Albrechts-Universität zu Kiel, an der University of Minnesota und an der Universitet Odense. Nach der Promotion 1993 zum Dr. phil. an der FU Berlin und der Habilitation 2004 an der Humboldt-Universität zu Berlin ist er seit Oktober 2005 Professor für Nordische Philologie/Skandinavistik am Institut für Skandinavistik/Fennistik an der Universität zu Köln.
Seine Forschungsschwerpunkte sind skandinavische Kulturen und Literaturen des 16.–20. Jahrhunderts, Bellographie in Dänemark und Kulturgeschichte von Nördlichkeit.

## Schriften (Auswahl)
- Literarischer Spuk. Skandinavische Phantastik im Zeitalter des Nordischen Idealismus. Med en svensk sammanfattning. Berlin 1994, ISBN 3-927229-03-2.
- Mehr Spaß mit Schwedinnen? Funktionen eines deutschen Heterostereotyps. Berlin 1996, ISBN 3-932406-04-4.
- Ideale Kommunikation, reale Filmproduktion. Zur Interaktion von Kino und dänischer Literatur in den Erfolgsjahren des dänischen Stummfilms 1909–1918. Berlin 2011, ISBN 978-3-932406-33-1.
- Literatur als Bellographie. Der Krieg von 1864 in der dänischen Literatur. Berlin 2019, ISBN 978-3-932406-37-9.